# Championnats du monde féminins de VTT marathon
Le Championnat du monde de VTT-Marathon féminin est le championnat du monde de marathon, une des disciplines du VTT. La première édition a lieu en 2003 à Lugano en Suisse.

## Palmarès
| Année                   | Or                     | Argent                 | Bronze                 |
| ----------------------- | ---------------------- | ---------------------- | ---------------------- |
| 2003 Lugano             | Maja Włoszczowska      | Magdalena Sadlecka     | Sandra Klose           |
| 2004 Bad Goisern        | Gunn-Rita Dahle        | Irina Kalentieva       | Blaža Klemenčič        |
| 2005 Lillehammer        | Gunn-Rita Dahle        | Blaža Klemenčič        | Petra Henzi            |
| 2006 Oisans             | Gunn-Rita Dahle Flesjå | Petra Henzi            | Elsbeth van Rooy-Vink  |
| 2007 Verviers           | Petra Henzi            | Sabine Spitz           | Pia Sundstedt          |
| 2008 Villabassa         | Gunn-Rita Dahle Flesjå | Sabine Spitz           | Pia Sundstedt          |
| 2009 Graz               | Sabine Spitz           | Esther Süss            | Petra Henzi            |
| 2010 Saint-Wendel       | Esther Süss            | Sabine Spitz           | Annika Langvad         |
| 2011 Montebelluna       | Annika Langvad         | Sabine Spitz           | Esther Süss            |
| 2012 Ornans             | Annika Langvad         | Gunn-Rita Dahle Flesjå | Esther Süss            |
| 2013 Kirchberg in Tirol | Gunn-Rita Dahle Flesjå | Sally Bigham           | Esther Süss            |
| 2014 Pietermaritzburg   | Annika Langvad         | Sabine Spitz           | Tereza Huříková        |
| 2015 Val Gardena        | Gunn-Rita Dahle Flesjå | Annika Langvad         | Sabine Spitz           |
| 2016 Laissac            | Jolanda Neff           | Sally Bigham           | Sabrina Enaux          |
| 2017 Singen             | Annika Langvad         | Sabine Spitz           | Gunn-Rita Dahle Flesjå |
| 2018 Auronzo            | Annika Langvad         | Christina Kollmann     | Maja Włoszczowska      |
| 2019 Grächen            | Pauline Ferrand-Prévot | Blaža Pintarič         | Robyn de Groot         |
| 2020 Sakarya            | Ramona Forchini        | Maja Włoszczowska      | Ariane Lüthi           |
| 2021 Capoliveri         | Mona Mitterwallner     | Maja Włoszczowska      | Natalia Fischer        |
| 2022 Haderslev          | Pauline Ferrand-Prévot | Annie Last             | Jolanda Neff           |
| 2023 Glentress Forest   | Mona Mitterwallner     | Candice Lill           | Adelheid Morath        |
| 2024 Snowshoe           | Mona Mitterwallner     | Sina Frei              | Candice Lill           |

## Tableau des médailles
| Rang | Coureuse               | Or | Argent | Bronze | Total |
| ---- | ---------------------- | -- | ------ | ------ | ----- |
| 1    | Gunn-Rita Dahle Flesjå | 6  | 1      | 1      | 8     |
| 2    | Annika Langvad         | 5  | 1      | 1      | 7     |
| 3    | Mona Mitterwallner     | 3  | 0      | 0      | 3     |
| 4    | Pauline Ferrand-Prévot | 2  | 0      | 0      | 2     |
| 5    | Sabine Spitz           | 1  | 6      | 1      | 8     |
| 6    | Maja Włoszczowska      | 1  | 2      | 1      | 4     |
| 7    | Esther Süss            | 1  | 1      | 3      | 5     |
| 8    | Petra Henzi            | 1  | 1      | 2      | 4     |
| 9    | Jolanda Neff           | 1  | 0      | 1      | 2     |
| 10   | Ramona Forchini        | 1  | 0      | 0      | 1     |

| Rang | Nation          | Or | Argent | Bronze | Total |
| ---- | --------------- | -- | ------ | ------ | ----- |
| 1    | Norvège         | 6  | 1      | 1      | 8     |
| 2    | Danemark        | 5  | 1      | 1      | 7     |
| 3    | Suisse          | 4  | 3      | 7      | 14    |
| 4    | Autriche        | 3  | 1      | 0      | 4     |
| 5    | France          | 2  | 0      | 1      | 3     |
| 6    | Allemagne       | 1  | 6      | 3      | 10    |
| 7    | Pologne         | 1  | 3      | 1      | 5     |
| 8    | Grande-Bretagne | 0  | 3      | 0      | 3     |
| 9    | Slovénie        | 0  | 2      | 1      | 3     |
| 10   | Afrique du Sud  | 0  | 1      | 2      | 3     |
| 11   | Russie          | 0  | 1      | 0      | 1     |
| 12   | Finlande        | 0  | 0      | 2      | 2     |
| 13   | Espagne         | 0  | 0      | 1      | 1     |
| 13   | Pays-Bas        | 0  | 0      | 1      | 1     |
| 13   | Tchéquie        | 0  | 0      | 1      | 1     |